# Symkaria
Symkaria is een fictief Oost Europees land uit het Marvel Universum. Het land werd bedacht door Tom DeFalco.
Symkaria is een buurland van Latveria, het land geregeerd door Dr. Doom. De hoofdstad van het land is Aninna. Het land heeft een sterke band met Latveria.
De bekendste inwoner van Symkaria is wellicht de huursoldaat Silver Sable. Zij en haar team, Wild Pack, houden de economie van Symkaria draaiende.